# Cholestase gravidique
Wikipédia ne donne pas d'avis médical : seul un professionnel (médecin, pharmacien, etc.) est habilité à le faire.

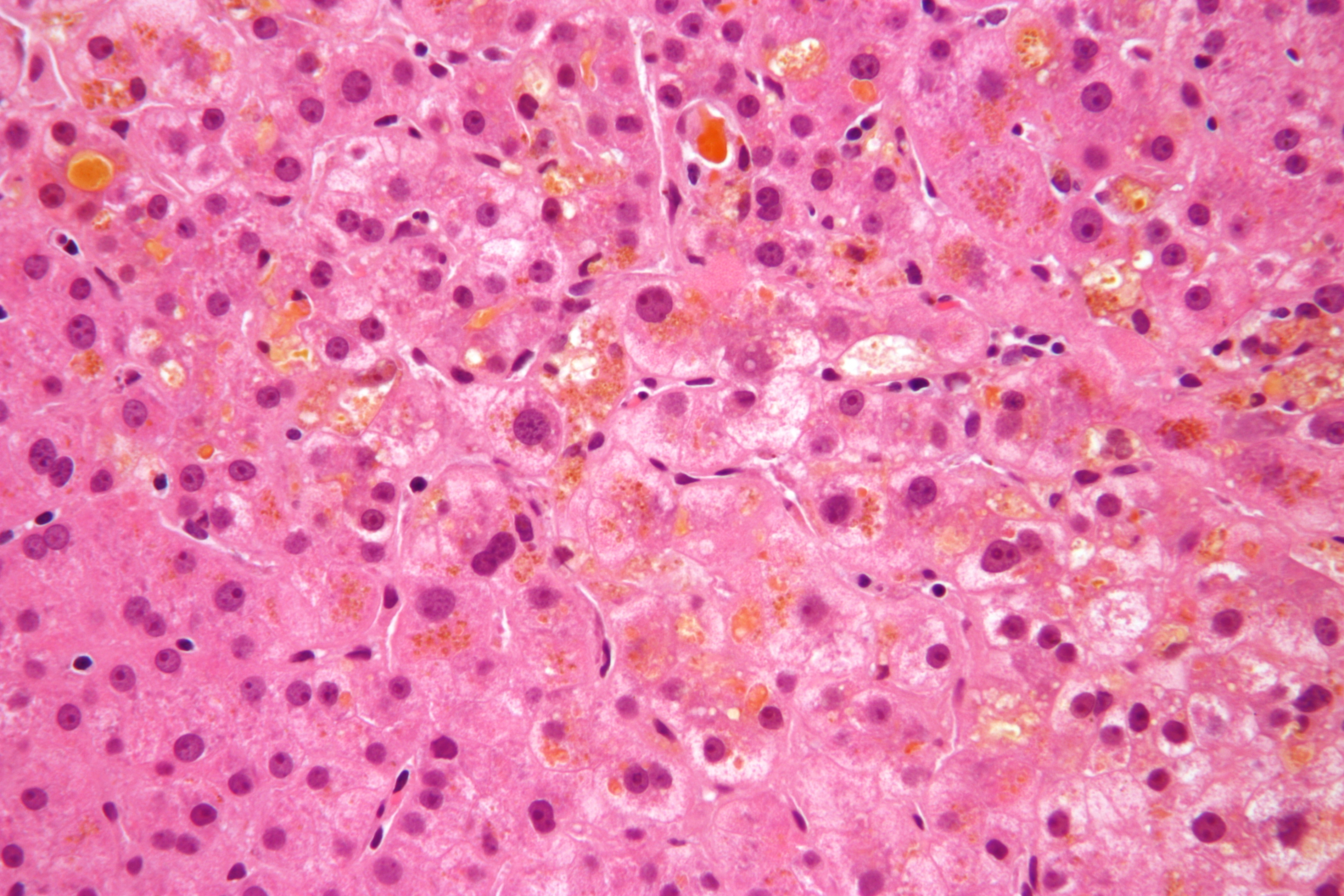
Image histologique d'une cholestase.

La cholestase aiguë gravidique (ou cholestase intrahépatique de la grossesse) est une affection rare, touchant les femmes enceintes, due à une augmentation de la concentration des acides biliaires dans le sang de la femme et du fœtus, se traduisant chez la femme principalement par des démangeaisons mais présentant des risques majeurs pour l'enfant à naître. Le diagnostic précoce est primordial afin de pouvoir mettre en œuvre des traitements efficaces. 

## Physiopathologie
La cholestase gravidique, appelée aussi cholestase intrahépatique de la grossesse, correspond à un trouble de la sécrétion par le foie de certains composants de la bile. Les hépatocytes sécrètent normalement des acides biliaires qui sont émis dans les voies biliaires. Pendant la grossesse, l’augmentation des œstrogènes (hormones sexuelles féminines) peut entraîner un défaut d'évacuation de ces acides biliaires qui s'accumulent dans les cellules hépatiques puis passent dans le sang. Cette situation ne se retrouve pas fréquemment : elle concerne des femmes ayant une prédisposition génétique, notamment des mutations portant sur les transporteurs membranaires hépatocytaires,.

## Épidémiologie
La cholestase aiguë gravidique concerne environ 1% des grossesses en Europe occidentale mais certaines régions du monde présentent des taux bien plus élevés : par exemple 10 à 15% au Chili et en Bolivie. On note aussi de plus grandes fréquences de cholestase gravidique lors de grossesses gémellaires ou après fécondation in vitro. La survenue d'une cholestase gravidique est suivie d'une récidive lors d'une grossesse suivante dans près de 90% des cas,.

## Présentation clinique
Le signe clinique quasi-systématique est le prurit apparaissant lors du 2e ou du 3e trimestre de la grossesse : touchant surtout la paume des mains et la plante des pieds, il peut être très intense, il est de prépondérance nocturne et entraine fréquemment des insomnies. Un ictère peut être présent mais cela ne se produit que dans moins de 10% des cas. Une fatigue est souvent rapportée. Sans intervention curative, l'ensemble de la symptomatologie disparait spontanément en un mois après l'accouchement,,.

## Diagnostic
Le diagnostic est essentiellement clinique. Il sera confirmé par deux examens biologiques : le dosage des acides biliaires dans le sang de la mère à jeun avec des concentrations supérieures à 10 µmol/L et par la détermination des transaminases avec des valeurs supérieures à 2 fois la normale. En cas de doute par rapport à une hépatite virale, une sérologie pourra être demandée. En principe il n'y a pas lieu d'effectuer d'autres explorations : une échographie hépatique ne montrerait pas de dilatation des voies biliaires, une biopsie hépatique un aspect inflammatoire sans nécrose,,.

## Pronostic
Affection anodine pour la mère, la cholestase gravidique présente, en l'absence de traitement, un pronostic sombre pour le fœtus. Les risques sont la mort in utero par hypoxie ou troubles cardiaques, la prématurité, surtout si la concentration sanguine des acides biliaires dépasse 40 µmol/L,,.

## Traitement

### Déclenchement de l'accouchement
Le déclenchement de l'accouchement, par voie basse ou par césarienne, permet de soustraire le fœtus (devenu nouveau-né) des effets néfastes des acides biliaires de sa mère. Cependant la mise en œuvre de cette option nécessite de bien en évaluer la balance bénéfices/risques, un accouchement prématuré faisant aussi courir des risques au nouveau-né. En conséquence, il est recommandé de déclencher l'accouchement si les concentrations maternelles d'acides biliaires sont supérieures à 100 µmol/L et à partir de 36 semaines d'aménorrhée ;  pour des valeurs d'acides biliaires inférieures à 100 µmol/L entre 37 et 39 semaines d'aménorrhée le déclenchement est possible.

### Traitement médicamenteux
Le traitement médicamenteux vise à diminuer la concentration des acides biliaires chez la femme dont la grossesse se poursuit, dans l'attente de son accouchement, naturel ou provoqué. L'objectif est de diminuer cette concentration en dessous de 40 µmol/L. Cette valeur est toutefois arbitraire dans la mesure où elle n'a pas été établie par des études de bonne qualité et où le compartiment pertinent à explorer devrait être le sang du fœtus et qu'il n'est pas accessible à ce dosage en pratique.
Le seul médicament ayant fait la preuve d'une certaine efficacité en 2023 est l'acide ursodésoxycholique. Administré à la dose de 1 g par jour, il réduit les symptômes cliniques de la mère et diminue les concentrations maternelles en acides biliaires. Ses effets sur le nouveau-né sont discutés et paraissent moins évidents, que ce soit sur la durée de séjour en réanimation néonatale et sur la mortalité globale,. En cas d'inefficacité clinique ou biologique de ce traitement, il peut être envisagé un traitement par cholestyramine.
Les autres thérapeutiques proposées (dexaméthasone, S-Adénosylméthionine, charbon activé, échanges plasmatiques) sont dans ce cadre soit inefficaces, soit dangereuses.

## Surveillance
Il est recommandé d'instaurer une surveillance régulière des concentrations maternelles d'acides biliaires ainsi que des transaminases ; la fréquence de cette surveillance n'est pas déterminée. La surveillance du rythme cardiaque fœtal et la réalisation d'échographies obstétricales rapprochées n'ont pas fait la preuve de leur intérêt.

## Suites en post-partum
Il convient de vérifier la normalisation du bilan biologique hépatique un mois après l'accouchement. En cas de normalisation, il est possible, si cela est souhaité par la femme, de prescrire une contraception orale à faible dose d'œstrogènes.

## Sources
Cet article est basé essentiellement sur les recommandations pour la pratique clinique du Collège national des gynécologues obstétriciens français de 2023 qui citent aussi les recommandations d'autres sociétés savantes étrangères (américaines, australiennes, britanniques...).